# بانک مرکزی باربادوس
بانک مرکزی باربادوس (به انگلیسی: Central Bank of Barbados) مرجع مالی کشور باربادوس است که وظیفه ارائه مشاوره به دولت باربادوس در مورد امور بانکی و دانش مالی و سیاست‌های پولی را بر عهده دارد. بانک مرکزی باربادوس در تاریخ ۲ مه ۱۹۷۲ بر اساس قانون مجلس این کشور تاسیس گشت. پیش از تأسیس بانک مرکزی باربادوس، سیاست‌های پولی باربادوس از طریق عضویت آن در «اتحادیه ارزی شرق کارائیب» اداره می‌شد. بانک مرکزی به عنوان مرجع صدور اسکناس برای فعالیت می‌کند.

## وظایف
برخی از وظایف این بانک عبارت است از:
- ارتقاء ثبات پولی
- ترویج یک ساختار اقتصادی سالم
- تقویت توسعه بازارهای پول و سرمایه
- انتقال اعتبار بانک‌های بازرگانی به فعالیت‌های تولیدی
- تقویت شرایط اعتباری و مبادله‌ای برای توسعه پایدار اقتصادی باربادوس.